# Формула-3 — Чемпіонат 2025
Сезон FIA Формули-3 2025 року — сьомий сезон чемпіонату FIA Формули-3. Чемпіоном став  Рафаель Камара, який здобув титул на передостанньому етапі в Угорщині після перемог і поулів у низці серійних стартів.